# Dzik (szczyt)
Dzik (niem. Hinterer Sauberg) – szczyt (767 m n.p.m.) w południowo-zachodniej Polsce, w Sudetach Środkowych.
Szczyt położony w środkowej części Gór Sowich, zbudowany z prekambryjskich paragnejsów i migmatytów, porośnięty lasem świerkowym. 